# Neil Simpson
Pour les articles homonymes, voir Simpson.
Neil Simpson (né le 15 novembre 1961 à Londres, Angleterre) est un footballeur international écossais, qui évoluait au poste de milieu de terrain.
Il reste un joueur emblématique d'Aberdeen FC, avec lequel il remporte notamment la Coupe d'Europe des vainqueurs de coupe en 1983.

## Carrière en club
Bien que né à Londres en Angleterre, Neil Simpson a grandi en Écosse après que sa famille soit revenue de la capitale anglaise pour vivre à Newmachar, un village de l'Aberdeenshire. C'est justement à Aberdeen que Simpson commença sa carrière, restant 10 ans au club, jouant 310 matches officiels (dont 218 en championnat) et y inscrivant 31 buts (19 en championnat).
Il devint un joueur régulier de l'équipe première d'Aberdeen dès la fin de sa première saison au club, en 1980-1981. Jusqu'au printemps 1986, date à partir de laquelle des blessures à répétition vinrent gâcher la suite de sa carrière, il a été une pièce maîtresse d'Aberdeen, notamment dans les campagnes européennes du club, où il s'est particulièrement illustré.
Il prit part à la campagne européenne en UEFA de 1981-1982, qui a vu Aberdeen passer deux tours, éliminant les Anglais d'Ipswich Town puis les Roumains du FC Argeş Piteşti, avant d'être éliminé par les Allemands du Hambourg SV. Mais ces plus grands exploits arrivèrent avec la campagne européenne suivante, en Coupe des vainqueurs de Coupe, qu'Aberdeen remporta.
Lors de cette campagne européenne victorieuse, Simpson joua tous les matches du club, marquant notamment un but lors de la victoire 3-2 en quart de finale retour contre le Bayern Munich et participant à la finale victorieuse contre le Real Madrid. Aberdeen et Simpson remportèrent ensuite la Supercoupe d'Europe 1983 contre 
Hambourg SV (0-0 puis 2-0) avec Simpson marquant même un but lors du match retour.
La saison suivante, Simpson et son club atteignirent les demi-finales de cette même compétition, éliminés par le FC Porto. En 1985-1986, Simpson et Aberdeen atteignirent les quarts de finale de la plus prestigieuse des coupes, la Coupe des clubs champions, éliminés par l'IFK Göteborg.
En mars 1986, Simpson connut une blessure qui l'éloigna des terrains jusqu'à la fin de la saison 1985-1986. Pour son retour, après 4 minutes seulement du premier matche de la saison suivante, le 9 août 1986, une blessure à la cheville vint encore compliquer la suite de sa carrière, car il ne se remit jamais complètement de cette blessure, ne jouant que 8 matches lors de cette saison, 15 lors de la suivante (1987-1988) et 16 lors de la saison encore suivante (1988-1989).
A contrario, Simpson est le joueur qui a blessé le joueur des Rangers FC Ian Durrant, en le taclant lors d'un match entre les deux clubs en octobre 1988. Ian Durrant, alors âgé de 21 ans, s'est retrouvé plus de deux ans sans jouer à cause de cette blessure. Cette affaire avait participé à l'augmentation de la tension, déjà élevée entre les deux clubs, et avait même connu une suite judiciaire, Ian Durrant demandant une réparation financière à Neil Simpson.
La fin de la carrière de Simpson, passée d'abord à Newcastle United puis à Motherwell sera elle aussi gênée par les suites de ses blessures.

## Carrière internationale
Neil Simpson connut cinq sélections avec l'Écosse.
| #   | Date              | Lieu                                 | Compétition               | Résultat | Adversaire      | Titulaire/Remplaçant                         | Maillot n° |
| --- | ----------------- | ------------------------------------ | ------------------------- | -------- | --------------- | -------------------------------------------- | ---------- |
| 1re | 24 mai 1983       | Hampden Park, Glasgow, Écosse        | British Home Championship | N 0-0    | Irlande du Nord | Titulaire remplacé par Gordon Strachan (65e) | 4          |
| 2e  | 21 septembre 1983 | Hampden Park, Glasgow, Écosse        | Match amical              | V 2-0    | Uruguay         | remplace Paul McStay (77e)                   | 15         |
| 3e  | 1er juin 1984     | Stade Vélodrome, Marseille, France   | Match amical              | D 0-2    | France          | remplace Gordon Strachan (46e)               | 13         |
| 4e  | 23 mai 1987       | Hampden Park, Glasgow, Écosse        | Coupe Stanley-Rous        | N 0-0    | Angleterre      | Titulaire                                    | 10         |
| 5e  | 21 mai 1988       | Wembley Stadium, Londres, Angleterre | Coupe Stanley-Rous        | D 0-1    | Angleterre      | Titulaire remplacé par Tommy Burns (74e)     | 7          |

## Palmarès
- avec Aberdeen :
  - Coupe d'Europe des vainqueurs de coupe : 1 (1983)
  - Supercoupe d'Europe : 1 (1983)
  - Champion d'Écosse : 2 (1983-1984, 1984-1985)
  - Coupe d'Écosse : 5 (1982, 1983, 1984, 1986, 1990)
  - Coupe de la Ligue écossaise : 2 (1985-1986, 1989-1990)